# Galàxia del Triangle
La galàxia del Triangle (M33, NGC 598) és una galàxia espiral de tipus Sc que es pot observar en la constel·lació del Triangle. És una de les galàxies principals del Grup Local, juntament amb la Via Làctia i la galàxia d'Andròmeda (M31), on forma un petit nucli amb la galàxia LGS 3 com a satèl·lit. Està catalogat com Messier 33 o NGC (Nou Catàleg General) 598.
Aquesta galàxia fou descoberta probablement per Giovanni Batista Hodierna abans de 1654, segurament ajuntant-la amb el cúmul obert NGC 752. Fou redescoberta independentment per Charles Messier el 1764, i la catalogà com a M33 el 25 d'agost. També fou catalogada independentment per William Herschel l'11 de setembre del 1784 i li assignà el número H V.17. La galàxia del Triangle fou una de les primeres a ser identificades com a «nebuloses espirals» per Lord Rosse i, posteriorment, fou una de les primeres «nebuloses» a ser identificades com a galàxies exteriors a la Via Làctia.
El 2005, Andreas Brunthaler presentà un treball de recerca en què es mostrava el moviment propi de la galàxia, detectat a partir d'emissions de radiofreqüència produïdes per processos màser. Aquest resulta ser d'uns 190 km/s en la direcció de la galàxia d'Andròmeda i es tracta de la primera mesura del moviment propi d'una galàxia.
La galàxia és la galàxia espiral més petita del Grup Local (tot i que el Petit Núvol de Magalhães i el Gran Núvol de Magalhães poden haver estat espirals abans de les seves trobades amb la Via Làctia), i es creu que és un satèl·lit de la Galàxia d'Andròmeda o en el seu rebot cap a la aquests últims per les seves interaccions, velocitats, i proximitat entre si al cel nocturn. També té un nucli H II.

## Etimologia
La galàxia rep el seu nom de la Constel·lació del Triangle, on es pot observar.
Algunes referències d'astronomia l'anomenen de manera informal com la «Galàxia del molinet», en uns quants programaris de telescopis informatitzats i en alguns llocs web de divulgació pública. No obstant això, la SIMBAD Astronomical Database, una base de dades professional, recopila designacions formals per als objectes astronòmics i indica que Galàxia del Molinet fa referència a Messier 101, que uns quants recursos d'astronomia amateur, inclosos llocs web de divulgació pública, identifiquen amb aquest nom, i això està dins dels límits de l'Ossa Major.

## Visibilitat
Aquesta galàxia pot observar-se a ull nu en bones condicions atmosfèriques. És considerat l'objecte més llunyà que es pot veure a ull nu per un observador mitjà. No obstant això, l'objecte més llunyà és M81, encara que per a veure'l a ull nu calen unes condicions excepcionals.
Els observadors van des de trobar la galàxia fàcilment visible per visió directa en un cel realment fosc (i implícitament sec, sense núvols) fins a la necessitat d'utilitzar la visió desviada en cels rurals o suburbans amb bones condicions de visió. Ha estat escollida com una de les marques crítiques del cel de l’escala de cel fosc de Bortle, recolzada per la seva relativa invariabilitat, la seva declinació del nord raonable i la seva brillantor descrita.

## Història d'observació
La galàxia del Triangle probablement va ser descoberta per l'astrònom italià Giovanni Battista Hodierna abans de 1654. En la seva obra «De systemate orbis cometici; deque admirandis coeli caracteribus» (Sobre la sistemàtica de l'òrbita cometària i sobre els objectes admirables del cel), la va enumerar com una nebulositat o enfosquiment semblant a un núvol i va donar la descripció críptica, «prop del Triangle hinc inde». Això fa referència a la constel·lació del Triangle com a parell de triangles. La magnitud de l'objecte coincideix amb M33, per la qual cosa és molt probable que sigui una referència a la galàxia del Triangle.
La galàxia va ser descoberta independentment per Charles Messier la nit del 25 al 26 d'agost de 1764. Va ser publicat al seu Catàleg de nebuloses i cúmuls estel·lars (1771) com a objecte número 33; d'aquí el nom M33. Quan William Herschel va compilar el seu ampli catàleg de nebuloses, va tenir cura de no incloure la majoria dels objectes identificats per Messier. Tanmateix, M33 va ser una excepció, i va catalogar aquest objecte l'11 de setembre de 1784 com a H V-17.
Herschel també va catalogar la regió H II més gran i brillant de la Galàxia del Triangle (nebulosa d'emissió difusa que conté hidrogen ionitzat) com a H III.150 per separat de la mateixa galàxia; la nebulosa finalment va obtenir el número NGC 604. Com es veu des de la Terra, NGC 604 es troba al nord-est del nucli central de la galàxia. És una de les regions H II més grans conegudes, amb un diàmetre de prop de 1.500 anys llum i un espectre semblant al de la nebulosa d'Orió. Herschel també va assenyalar altres tres regions H II més petites (NGC 588, 592 i 595).
Va ser una de les primeres «nebuloses espirals» identificades com a tals per Lord Rosse el 1850. El 1922–23, John Charles Duncan i Max Wolf van descobrir estrelles variables a les nebuloses. Edwin Hubble va demostrar el 1926 que 35 d'aquestes estrelles eren cefeides clàssiques, la qual cosa li va permetre estimar les seves distàncies. Els resultats van ser coherents amb el concepte que les nebuloses espirals eren sistemes galàctics independents de gas i pols, en lloc de només nebuloses de la Via Làctia.

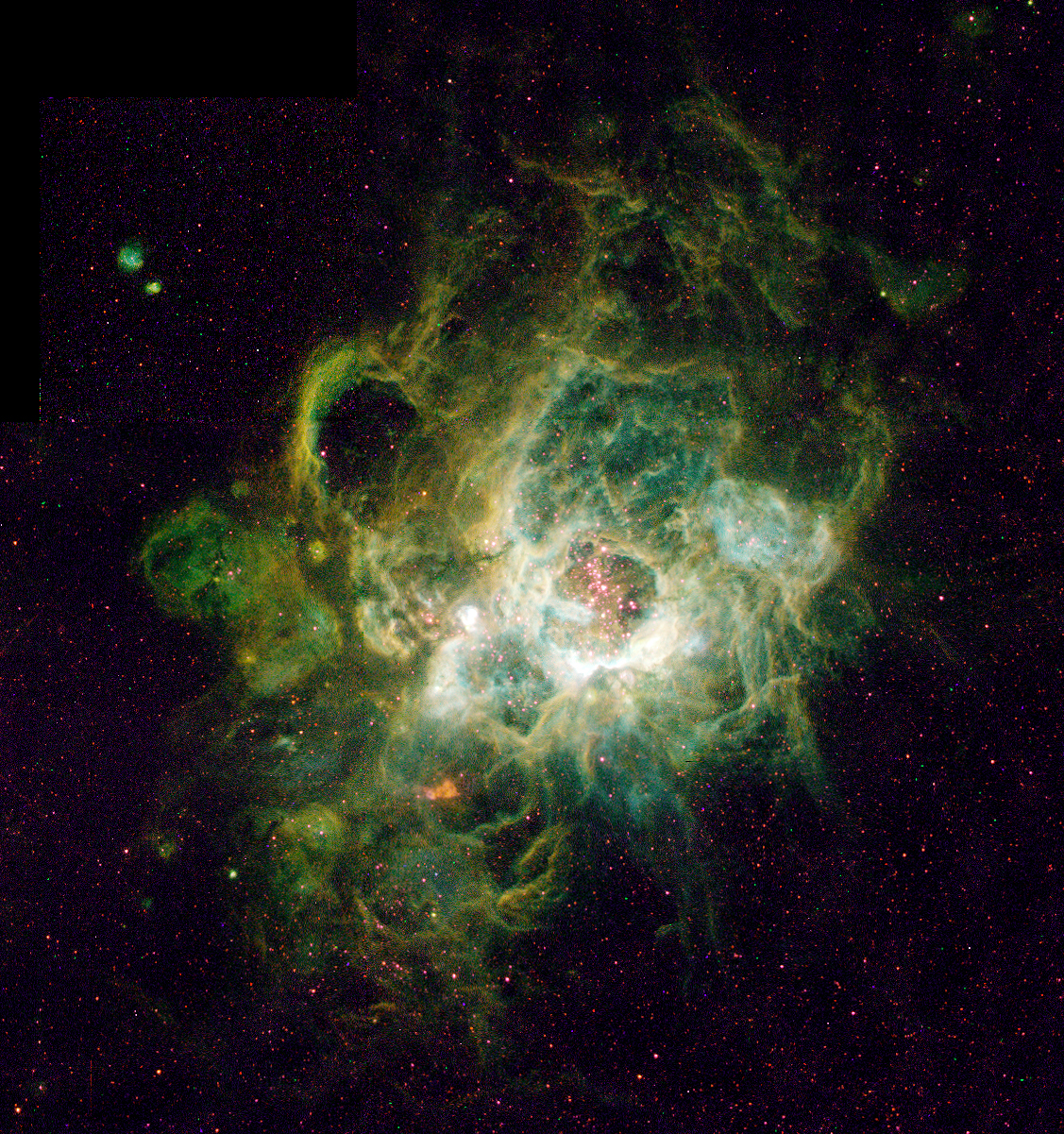
NGC 604 a la gslaxua del Triangle
Composició d'uns 54 punts diferents amb la càmera avançada de Hubble.[9]

## Propietats
La galàxia del Triangle és el tercer membre més gran del Grup Local de galàxies. Té un diàmetre mesurat a través de l'estàndard D25: l’isòfota on la brillantor de la superfície de la galàxia arriba als 25 mag/arcsec2, a uns 18,74 kparsecs, fent aproximadament el 60% de la mida de la Via Làctia. Pot ser un company lligat gravitacionalment de la galàxia d'Andròmeda. Triangle pot ser la llar de 40.000 milions d'estrelles, en comparació amb els 400.000 milions de la Via Làctia i 1 bilió d'estrelles de la galàxia d'Andròmeda.
El disc del Triangle té una massa estimada de (3–6) × 10⁹ masses solars, mentre que el component del gas és d'unes 3,2 × 10⁹ masses solars. Així, la massa combinada de tota la matèria bariònica de la galàxia pot ser de 1010 masses solars. La contribució del component de matèria fosca a un radi de 55 × 103 anys llum equival a unes 5 × 1010 masses solars.

### Localització – distància – moviment

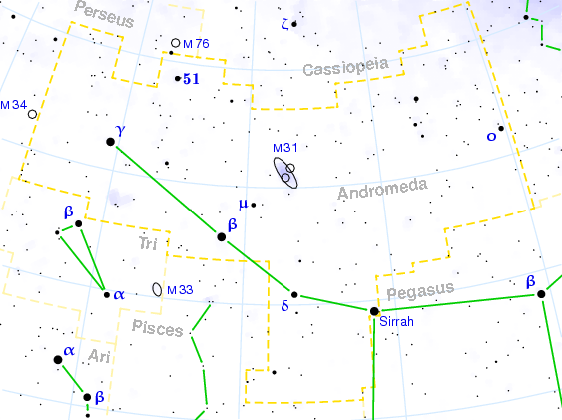
Triangulum (M33; inferior esquerra del centre) i Galàxia d'Andròmeda (M31; a dalt del centre)

Les estimacions de la distància des de la Via Làctia fins a la galàxia del Triangulum oscil·len entre 2380 a 3070x103 anys llum, amb la majoria de les estimacions des de l'any 2000 a la part mitjana d'aquest rang, fent-la lleugerament més llunyana que la galàxia d'Andròmeda (a 2.540.000 anys llum). S'han utilitzat almenys tres tècniques per mesurar distàncies a M 33. Utilitzant el mètode de la variable Cefeida, el 2004 es va fer una estimació de 2770×103 +/- 130×103 anys llum. El mateix any, es va utilitzar el mètode punta de la branca gegant vermella (TRGB) per obtenir una distància estimada de 2590×103+/- 80×103 anys llum. La galàxia del Triangulum es troba a uns 750.000 anys llum de la galàxia d'Andròmeda.
L'any 2006, un grup d'astrònoms va anunciar el descobriment d'una estrella binària eclipsant a la galàxia del Triangle. Estudiant els eclipsis d'estrelles, els astrònoms van poder mesurar-ne la mida. Coneixent les mides i temperatures de les estrelles, van poder mesurar la magnitud absoluta de les estrelles. Quan es coneixen les magnituds visuals i absolutes, es pot mesurar la distància a l'estrella. Les estrelles es troben a una distància de 3070×103 +/- 240×103 anys llum. La mitjana de 102 estimacions de distància publicades des de 1987 dona un mòdul de distància de 24,69 o 0,883 megaParsec (2.878.000 anys llum).
La galàxia del Triangle és una font d'emissió de màser H₂ O. L'any 2005, utilitzant observacions de dos màsers d'aigua a costats oposats del Triangle a través del VLBA, els investigadors van poder, per primera vegada, estimar la rotació angular i el moviment adequat del Triangle. Es va calcular una velocitat de 190 ± 60 km/s amb relació a la Via Làctia, el que significa que el Triangle s'està movent cap a la Galàxia d'Andròmeda i suggereix que pot ser un satèl·lit de la galàxia més gran (depenent de les seves distàncies relatives i marges d'error).
L'any 2004, es va anunciar l'evidència d'un corrent d'hidrogen gasós que unia la galàxia d'Andròmeda amb el Triangle, cosa que suggereix que totes dues podrien haver interaccionat en el passat. Aquest descobriment es va confirmar el 2011. Una distància de menys de 300 kiloparsecs entre els dos dona suport a aquesta hipòtesi.
La Nana dels Peixos (LGS 3), una de les petites galàxies membres del Grup Local, es troba a 2022 ×103 anys llum del Sol. Es troba a 20° de la galàxia d'Andròmeda i a 11° de Triangle. Com que LGS 3 es troba a una distància de 913×103 anys llum d'ambdues galàxies, podria ser una galàxia satèl·lit d'Andròmeda o Triangulum. LGS 3 té un radi central de 483 anys llum i 2.6 × 107 masses solars.
Peixos VII/Triangulum (Tri) III pot ser un altre satèl·lit de Triangle.

### Estructura
En el sistema de classificació morfològica de les galàxies revisat per l'astrònom francès Gérard de Vaucouleurs, la galàxia del Triangle es classifica com a tipus SA(s)cd. El prefix S indica que és una galàxia en forma de disc amb braços prominents de gas i pols que surten en espiral des del nucli, el que es coneix comunament com a galàxia espiral. La A s'assigna quan el nucli galàctic no té una estructura en forma de barra, en contrast amb les galàxies espirals barrades de classe SB. La notació "(s)" de l'astrònom estatunidenc Allan Sandage s'utilitza quan els braços espirals emergeixen directament del nucli o la barra central, en lloc d'un anell interior com passa amb una galàxia de tipus (r). Finalment, el sufix cd representa una etapa al llarg de la seqüència espiral que descriu l'obertura dels braços. Una qualificació de cd indica braços relativament enrotllats.
Aquesta galàxia té una inclinació de 54° respecte a la línia de visió des de la Terra, la qual cosa permet examinar l'estructura sense obstruccions importants per gas i pols. El disc de la galàxia del Triangle sembla deformat fins a un radi d'uns 8 kpc. Pot haver-hi un halo al voltant de la galàxia, però no hi ha cap protuberància al nucli. Aquesta és una galàxia aïllada i no hi ha indicis de fusions o interaccions recents amb altres galàxies, i no té els esferoïdals nans o les cues de marea associades a la Via Làctia.
El Triangle es classifica com a no barrat, però una anàlisi de la forma de la galàxia mostra el que pot ser una estructura feble semblant a una barra sobre el nucli galàctic. L'extensió radial d'aquesta estructura és d'uns 0,8 kpc.
El nucli d'aquesta galàxia és una regió H II, i conté una font de raigs X ultra lluminosa amb una emissió de 1,2 × 1039 erg s−1, que és la font de raigs X més lluminosa del Grup Local de galàxies. Aquesta font es modula en un 20% durant un cicle de 106 dies. Tanmateix, el nucli no sembla contenir un forat negre supermassiu, com a valor més adequat de massa zero i un límit superior de 1,500 M☉ es col·loca sobre la massa d'un forat negre central basat en models i dades del telescopi espacial Hubble (HST). Això és significativament inferior a la massa esperada de la dispersió de la velocitat del nucli i molt per sota de qualsevol massa prevista per la cinemàtica del disc. Això pot suggerir que els forats negres supermassius estan associats només amb les protuberàncies de les galàxies en lloc dels seus discs. Suposant que el límit superior del forat negre central és correcte, seria més aviat un forat negre de massa intermèdia.
La part interior de la galàxia té dos braços espirals lluminosos, juntament amb múltiples esperons que connecten les característiques de l'espiral interior amb l'exterior. Els braços principals es designen IN (nord) i IS (sud).

### Formació d'estrelles

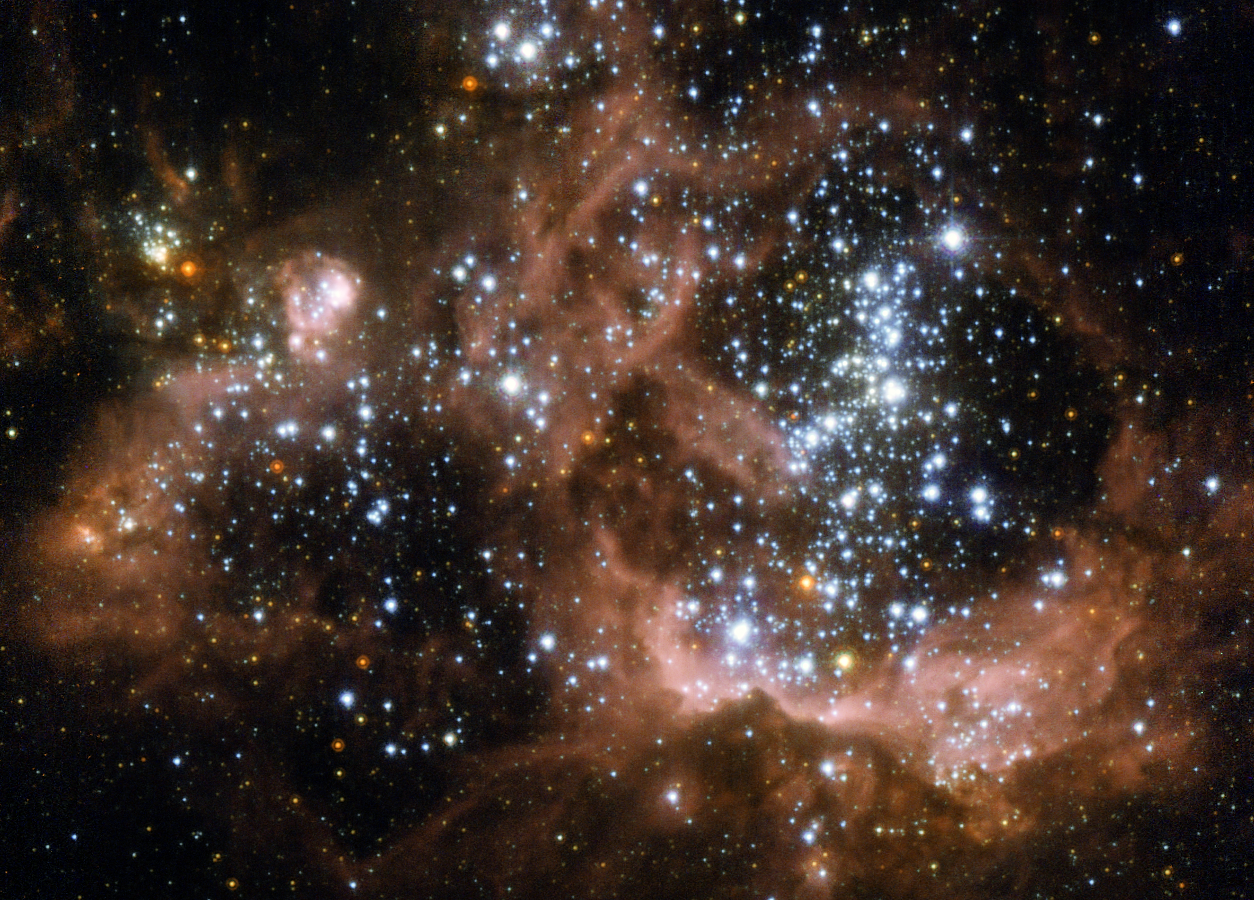
NGC 604, una regió de formació estel·lar a la galàxia del Triangulum, tal com va capturar el telescopi espacial Hubble.

A la regió central d'aquesta galàxia, el gas atòmic s'està convertint de manera eficient en gas molecular, donant lloc a una forta emissió espectral de CO. Aquest efecte es produeix quan els núvols moleculars gegants es condensen fora del medi interestel·lar circumdant. Un procés semblant està tenint lloc fora del 4′ central, però a un ritme menys eficient. Al voltant del 10% del contingut de gas en aquesta galàxia es troba en forma molecular.
La formació d'estrelles s'està produint a una velocitat que està fortament correlacionada amb la densitat de gas local, i la velocitat per unitat d'àrea és més alta que a la veïna galàxia d'Andròmeda. (La taxa de formació estel·lar és d'uns 3,4 Gyr−1 pc −2 a la galàxia del Triangle, en comparació amb els 0,74 a Andròmeda). La taxa integrada total de formació estel·lar a la galàxia del Triangulum és d’aproximadament 0,45 ± 0.1 masses solars per any. No és clar si aquesta taxa neta actualment està disminuint o es manté constant.
A partir de l'anàlisi de la composició química d'aquesta galàxia, sembla que està dividida en dos components diferents amb històries diferents. El disc interior dins d'un radi de 30x103 anys llum té un gradient de composició típic que disminueix linealment des del nucli. Més enllà d'aquest radi, fins a uns 82x103 anys llum, el gradient és molt més pla. Això suggereix una història de formació estel·lar diferent entre el disc interior i el disc i l'halo exterior, i es pot explicar per un escenari de formació de galàxies de "dins cap a fora". Això passa quan el gas s'acumula a grans radis més tard a l'espai vital d'una galàxia, mentre que el gas al nucli s'esgota. El resultat és una disminució de l'edat mitjana de les estrelles amb un radi creixent des del nucli de la galàxia.

### Característiques discretes
Utilitzant observacions infrarojes del telescopi espacial Spitzer, un total de 515 fonts candidates discretes de 24 μm. Les emissions de μm a la galàxia del Triangle s'han catalogat a partir del 2007. Les fonts més brillants es troben a la regió central de la galàxia i al llarg dels braços espirals.
Moltes de les fonts d'emissió estan associades a regions H II de formació estel·lar. Les quatre regions HII més brillants es designen NGC 588, NGC 592, NGC 595 i NGC 604. Aquestes regions estan associades amb núvols moleculars que contenen (1,2–4) × 105 masses solars. La més brillant d'aquestes regions, NGC 604, podria haver patit un esclat discret de formació estel·lar fa uns tres milions d'anys. Aquesta nebulosa és la segona regió HII més lluminosa dins del Grup Local de galàxies, amb (4,5 ± 1,5) × 107 vegades la lluminositat del Sol. Altres regions HII destacades al Triangle són IC 132, IC 133 i IK 53.
El braç espiral principal nord conté quatre grans regions HII, mentre que el braç sud té més grans concentracions d'estrelles joves i calentes. La taxa estimada d'explosions de supernoves a la galàxia del Triangle és de 0,06 tipus Ia i 0,62 tipus Ib / tipus II per segle. Això és equivalent a una explosió de supernova cada 147 anys, de mitjana. A partir de l'any 2008, s'han identificat un total de 100 restes de supernoves a la galàxia Triangle, la majoria de les quals es troben a la meitat sud de la galàxia espiral. Existeixen asimetries similars per a les regions HI i H II, a més de concentracions molt lluminoses d'estrelles massives de tipus O. El centre de la distribució d'aquestes característiques es desplaça uns dos minuts d'arc cap al sud-oest. Com que M33 és una galàxia local, l’Oficina Central de Telegrames Astronòmics (CBAT) fa un seguiment de les noves en ella juntament amb M31 i M81.
S'han identificat uns 54 cúmuls globulars en aquesta galàxia, però el nombre real pot ser de 122 o més. Els cúmuls confirmats poden ser uns quants milers de milions d'anys més joves que els cúmuls globulars de la Via Làctia, i la formació de cúmuls sembla haver augmentat durant els darrers 100 milions d'anys. Aquest augment es correlaciona amb una entrada de gas al centre de la galàxia. L'emissió ultraviolada d'estrelles massives en aquesta galàxia coincideix amb el nivell d'estrelles similars al Gran Núvol de Magalhães.
L'any 2007, es va detectar un forat negre d'unes 15,7 vegades la massa del Sol en aquesta galàxia utilitzant dades de l'Observatori de raigs X Chandra. El forat negre, anomenat M33 X-7, orbita una estrella acompanyant que eclipsa cada 3,5 dies. És el forat negre de massa estel·lar més gran conegut.
A diferència de la Via Làctia i les galàxies d'Andròmeda, la galàxia del Triangle no sembla tenir un forat negre supermassiu al seu centre. Això pot ser perquè la massa del forat negre supermassiu central d'una galàxia es correlaciona amb la mida del bulb galàctic de la galàxia i, a diferència de la Via Làctia i Andròmeda, la galàxia del Triangle és una galàxia de disc pura sense protuberància.

### Relació amb la galàxia d'Andròmeda

Triangulum a les vies de col·lisió de la Via Làctia i les galàxies d'Andròmeda.

Com s'ha esmentat anteriorment, M33 està vinculada a M31 per diversos corrents d’hidrogen neutre i estrelles, la qual cosa suggereix que una interacció passada entre aquestes dues galàxies va tenir lloc fa entre 2 i 8 mil milions d'anys, i una trobada més violenta es produirà 2.500 milions d'anys en el futur.
El destí de l'M33 va ser incert el 2009, més enllà de semblar estar vinculat al seu veí més gran M31. Els escenaris suggerits inclouen ser esquinçat i absorbit pel company més gran, alimentant aquest últim amb hidrogen per formar noves estrelles; eventualment esgotant tot el seu gas i, per tant, la capacitat de formar noves estrelles; o participant en la Col·lisió entre Andròmeda i la Via Làctia, probablement acabant orbitant el producte de la fusió i fusionant-se amb ell molt més tard. Altres dues possibilitats són una col·lisió amb la Via Làctia abans que arribi la galàxia d'Andròmeda o una expulsió del Grup Local. Les dades astromètriques de Gaia apareixen el 2019 per descartar la possibilitat que M33 i M31 estiguin en òrbita. Si és correcte, l'M33 està en la seva primera incidència a la galàxia d'Andròmeda (M31).

### Nebuloses planetàries
Les nebuloses planetàries no només contribueixen a l'enriquiment químic de les galàxies, sinó que proporcionen informació valuosa sobre l'evolució estel·lar única i binària. A més, aquests objectes sembla que sempre produeixen nebuloses planetàries molt brillants amb lluminositats consistents, independentment de la massa, l'edat o la metal·licitat de la galàxia. Aquesta característica és molt útil com a espelma estàndard per mesurar la distància.
Rebeca Galera-Rosillo i els seus coautors han fet una gran investigació sistemàtica sobre aquest tema el 2018. Aquest treball es va beneficiar de l'ús dels telescopis Isaac Newton i William Herschel situats a l'illa de La Palma. Com a resultat d'aquest estudi, es van descobrir tres noves nebuloses planetàries.
| GCM 1 (Ovejisaurio),      | 01:34:48.86 | +31:05:14.8 |
| GCM 2, (Cuchilla Andante) | 01:33:45.20 | +30:21:22.0 |
| GCM 3, (Sewi)             | 01:33:52.30 | +30:21:12.0 |